# مانوئل گونزالس (بازیکن فوتبال، زاده ۱۹۴۳)
مانوئل گونزالس (انگلیسی: Manuel González؛ زادهٔ ۲۶ مهٔ ۱۹۴۳) بازیکن فوتبال اهل اسپانیا است.
از باشگاه‌هایی که در آن بازی کرده‌است می‌توان به باشگاه فوتبال گرانادا اشاره کرد.